# Olympic Vật lý châu Á
Olympic Vật lý châu Á (tiếng Anh: Asian Physics Olympiad (APhO)), là một kì thi vật lý thường niên dành cho học sinh trung học phổ thông các nước châu Á và châu Đại Dương. Đây là một trong các Olympic Khoa học Quốc tế và cũng là kì thi khu vực duy nhất về vật lý cho đến nay. APhO lần thứ nhất được tổ chức vào năm 2000 ở Indonesia.
APhO bắt nguồn từ Olympic Vật lý Quốc tế (IPhO) và có quy chế thi tương tự (gồm một cuộc thi lý thuyết trong 5 giờ và một hoặc hai cuộc thi thí nghiệm). APhO thường được tổ chức hai tháng trước IPhO và cũng có thể được coi như là sự huấn luyện bổ sung cho các đội.
Mỗi quốc gia tham dự có 8 thành viên là các học sinh (không phải như IPhO chỉ có 5 thành viên) và hai lãnh đạo. Các quan sát viên cũng có thể đồng hành cùng đội quốc gia. Các lãnh đạo tham gia vào việc lựa chọn, chuẩn bị, dịch đề thi cũng như dịch và chấm điểm các bài thi. Các học sinh dự thi theo tư cách cá nhân qua các cuộc thi lý thuyết chuyên sâu và thí nghiệm. Dựa theo kết quả thi, các thí sinh được trao một huy chương (vàng, bạc, hoặc đồng) hoặc một bằng khen.

## Lịch sử
Năm 1999, lãnh đạo đội tuyển Indonesia, giáo sư, Ph.D, Yohanes Surya cùng với chủ tịch Olympic Vật lý Quốc tế (IPhO) là giáo sư Waldemar Gorzkowski đã khởi xướng và tổ chức kì thi Olympic Vật lý châu Á lần đầu tiên ở Indonesia từ ngày 24 tháng 4 đến ngày 2 tháng 5 năm 2000. Lúc này giáo sư Gorzkowski đang làm việc ở Indonesia để giúp đỡ đội tuyển IPhO Indonesia. Sự kiện này thu hút thí sinh từ 12 nước châu Á tham dự.
Các nước tham gia tích cực là Úc, Campuchia, Trung Quốc, China Hong Kong SAR, Ấn Độ, Indonesia, Israel, Kazakhstan, Kyrgyzstan, Malaysia, Mông Cổ, Philippines, Nga, Singapore, Sri Lanka, Đài Loan, Tajikistan, Thái Lan và Việt Nam.
Nga và Romania đã tham dự với tư cách khách mời trong những năm qua.

## Sự khác nhau giữa APhO và IPhO
Mỗi đoàn tham dự APhO có tối đa 8 học sinh, trong khi đối với IPhO là 5.

### Cách thức phân bố giải
Vào năm 2011, hội đồng quốc tế của IPhO đã thông qua một cách thức phân bố giải mới. Cách thức này, được đề ra bởi Cyril Isenberg và Gunter Lind, dựa vào số lượng thí sinh tỉ đối để phân bố giải, thay vì theo mốc điểm được xác định bởi phần trăm của điểm của những thí sinh tốt nhất.
Cách thức này không được APhO chấp nhận, bởi vì trình độ của các thí sinh khác so với IPhO. Cách thức cũ vẫn được sử dụng cho đến kỳ APhO lần thứ 9 ở Mông Cổ, các trưởng đoàn đã biểu quyết thay thế cách thức cũ bằng cách thức mới do Tiến sĩ Eli Raz từ đoàn Israel đề xuất. Cách thức mới dựa trên một mốc điểm tham chiếu là điểm thấp hơn giữa hai lần điểm trung vị và trung bình cộng của điểm của ba thí sinh tốt nhất. Cách thức này bắt đầu được áp dụng từ kỳ APhO thứ 10 tại Thái Lan.

## Danh sách kì thi
Thời gian và địa điểm diễn ra các kì thi APhO:
- 2027 -  Thái Lan
- 2026 -  Hàn Quốc
- 2025 -  Dhahran, Ả Rập Xê Út - 4 tháng 5 - 12 tháng 5
- 2024 -  Kampar, Malaysia, 3 tháng 6 - 10 tháng 6
- 2023 -  Ulaanbaatar, Mông Cổ, 22 tháng 5 - 30 tháng 5
- 2022 -  Dehradun, Ấn Độ, 21 tháng 5 - 31 tháng 5 (Kì thi diễn ra theo hình thức trực tuyến)
- 2021 -  Đài Bắc, Đài Bắc Trung Hoa, 17 tháng 5 - 24 tháng 5 (Kì thi diễn ra theo hình thức trực tuyến)
- 2020 - Không thể tổ chức kì thi do ảnh hưởng của đại dịch Covid-19
- 2019 -  Adelaide, Úc, 5 tháng 5 - 13 tháng 5
- 2018 -  Hà Nội, Việt Nam, 5 tháng 5 - 15 tháng 5
- 2017 -  Yakutsk, Nga,1 tháng 5 - 9 tháng 5[5]
- 2016 -  Hồng Kông,[6] 1 tháng 5 - 9 tháng 5
- 2015 -  Hàng Châu, Trung Quốc, 3 tháng 5 - 11 tháng 5
- 2014 -  Singapore, 11 tháng 5 - 19 tháng 5
- 2013 -  Bogor, Indonesia, 5 tháng 5 - 13 tháng 5
- 2012 -  Delhi, Ấn Độ, 30 tháng 4 - 7 tháng 5
- 2011 -  Tel Aviv, Israel, 1 tháng 5 - 9 tháng 5
- 2010 -  Đài Bắc, Đài Bắc Trung Hoa, 23 tháng 4 - 1 tháng 5
- 2009 -  Bangkok, Thái Lan, 24 tháng 4 - 2 tháng 5
- 2008 -  Ulaanbaatar, Mông Cổ, 20 tháng 4 - 28 tháng 4
- 2007 -  Thượng Hải, Trung Quốc, 21 tháng 4 - 29 tháng 4
- 2006 -  Almaty, Kazakhstan, 22 tháng 4 - 30 tháng 4
- 2005 -  Pekanbaru, Indonesia, 24 tháng 4 - 2 tháng 5
- 2004 -  Hà Nội, Việt Nam, 26 tháng 4 - 4 tháng 5
- 2003 -  Bangkok, Thái Lan, 20 tháng 4 - 29 tháng 4
- 2002 -  Singapore, 6 tháng 5 - 14 tháng 5
- 2001 -  Đài Bắc, Đài Bắc Trung Hoa , 22 tháng 4 - 1 tháng 5
- 2000 -  Karawaci, Indonesia, 23 tháng 4 - 2 tháng 5